# Kempagondanahalli, Bangalore South
Kempagondanahalli là một làng thuộc tehsil Bangalore South, huyện Bangalore Urban, bang Karnataka, Ấn Độ.